# Rio del Duca
Rio del Duca è un breve corso d'acqua interno veneziano situato nel sestiere di San Marco e che confluisce nel Canal Grande.

## Origine del nome

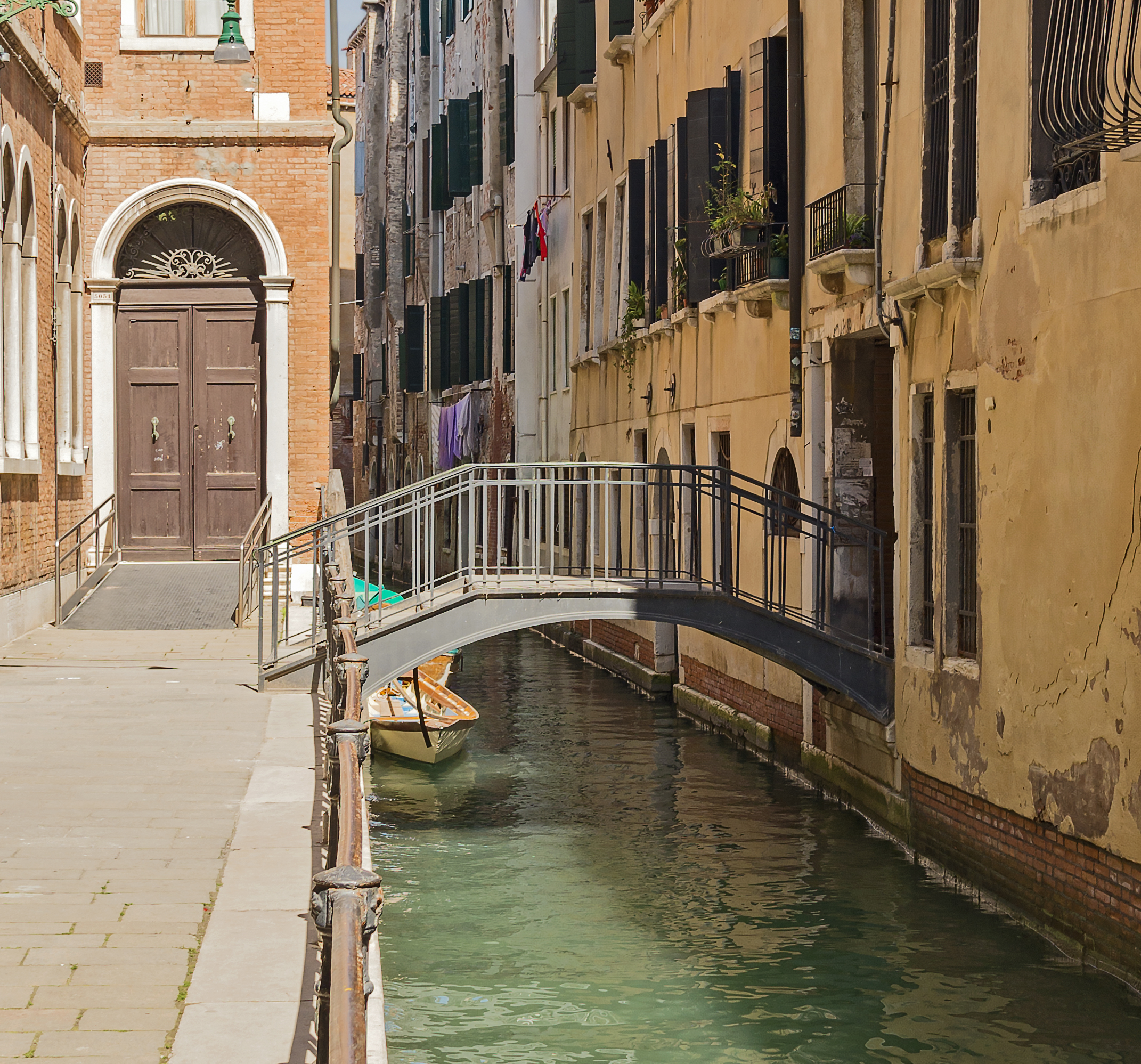
Ponte de le Scuole.

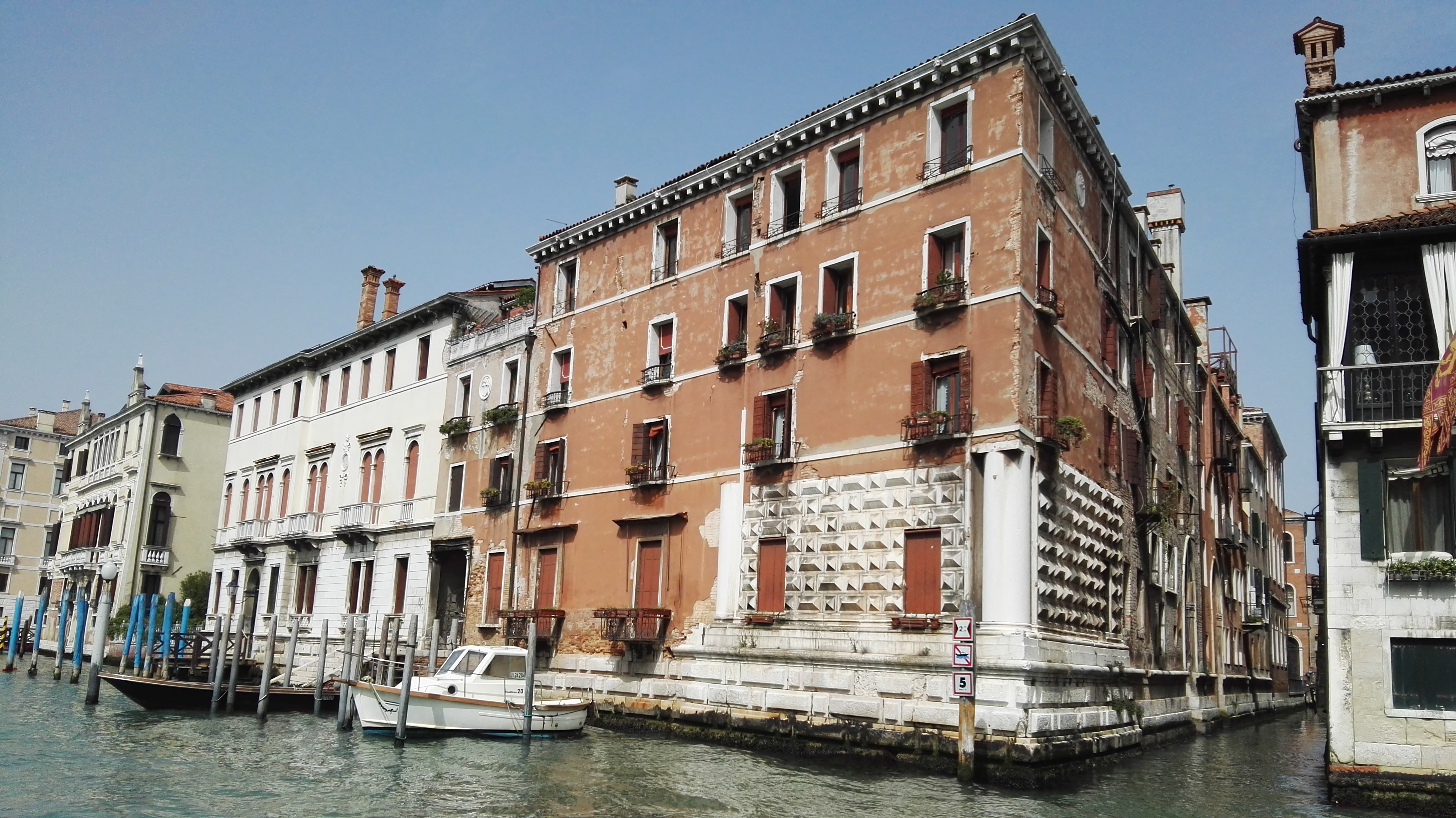
Ca' del Duca sul Canal Grande.

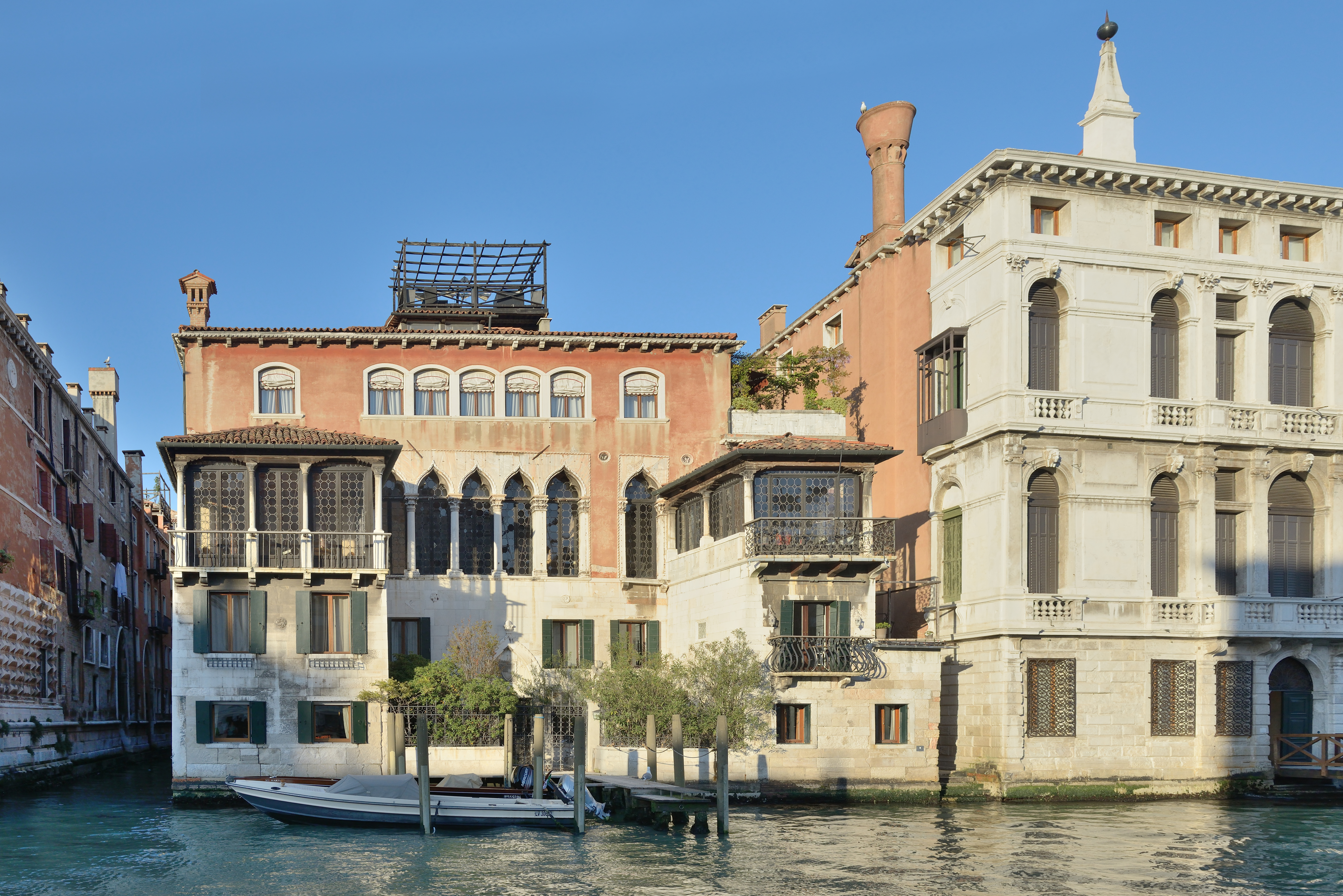
Palazzo Falier Canossa.

Il nobile veneziano Andrea Corner nella seconda metà del XV secolo iniziò la costruzione di un palazzo affacciato sul Canal Grande e prima che fosse completato venne acquisito dal duca milanese Francesco Sforza che affidò all'architetto Antonio di Pietro Averlino, detto il Filarete.
Il progetto rimase incompiuto e la Serenissima fece ultimare l'edificio che divenne Ca' del Duca, e il nome del rio derivò da tale palazzo.

## Descrizione
Il breve canale interno, col Rio di San Vidal, forma una piccola isola nella parte occidentale del sestiere di San Marco e viene superato da un solo ponte, il Ponte de le Scuole.

## Luoghi d'interesse
- Ca' del Duca[4]
- Palazzo Falier Canossa
- Campo Santo Stefano